# Rhinocypha phantasma
Rhinocypha phantasma là loài chuồn chuồn trong họ Chlorocyphidae. Loài này được Lieftinck mô tả khoa học đầu tiên năm 1935.